# István Tóth
István Tóth est un lutteur hongrois spécialiste de la lutte gréco-romaine né le 3 octobre 1951.

## Biographie
István Tóth participe aux Jeux olympiques d'été de 1980 à Moscou dans la catégorie des poids plumes et remporte la médaille d'argent.